# Farkas Ádám (szobrász)
Farkas Ádám (Budapest, 1944. november 21.–) a Nemzet Művésze címmel kitüntetett, Kossuth- és Munkácsy Mihály-díjas magyar szobrász, egyetemi tanár. 2002 és 2005 között a Magyar Képzőművészeti Egyetem rektora. A Magyar Művészeti Akadémia Képzőművészeti Tagozatának tagja (2004).

## Életútja
Szülei: Bisztrai Farkas Ferenc politikus és F. Györffy Anna grafikusművész. Testvére: Farkas Ferenc (agrármérnök). Az apai nagyapja bisztrai Farkas Hermann, valamint fivérei Farkas Márton, Farkas Imre, Farkas Samu, valamint Farkas Alfréd 1910. október 5-én magyar nemességet szereztek adományban, valamint családi címert, és a "bisztrai" nemesi előnevet I. Ferenc József magyar királytól.
1961–1964 között a budapesti Képző- és Iparművészeti Gimnázium kerámia szakán, érettségi után a Magyar Képzőművészeti Főiskola szobrász szakán tanult (1964–1968), ahol Mikus Sándor volt a mestere. 1968–69-ben kijutott Párizsba, ahol az Écoles des Beaux-Arts szabad hallgatója lett. 1985–1990 között országgyűlési pótképviselőként működött.
1990-től a Magyar Képzőművészeti Egyetem tanára (1990-ben még Magyar Képzőművészeti Főiskola), 1992-től a szobrász tanszék vezetője, egyetemi tanár. 2002 és 2005 közt a Magyar Képzőművészeti Egyetem rektoraként működött.
A szentendrei Grafikai Műhely alapító tagja és első elnöke volt, a szentendrei Art’éria Galériának is alapítói közé tartozik. A Szimpozionok és Alkotótelepek Társaságának egyik vezetője, az AIAP (UNESCO) magyar nemzeti bizottságának irányítója. A Szentendre Művészetéért Alapítvány (MűvészetMalom) kuratóriumának elnöke. A brit királyi szobrásztársaság tagja (FRBS).
A 20. század második felében uralkodó stílusirányzatok hatása alatt alkotott, végigjárta az utat a figurálistól az absztrakt stílusig. A közösségi érzés kifejezője számos köztéri alkotásában, még a fogyatékossággal élőkre is gondolt: a budai panorámát ábrázoló, tapintható Braille-írásos szobrát helyezték el Budapesten a Duna-korzón, az egri Dobó István téren pedig szintén Braille-írásos, bronzból készült városmakettja volt látható illetve gyengén látók vagy vakok számára tapintható, míg a tér átépítése okán el nem vitték onnan

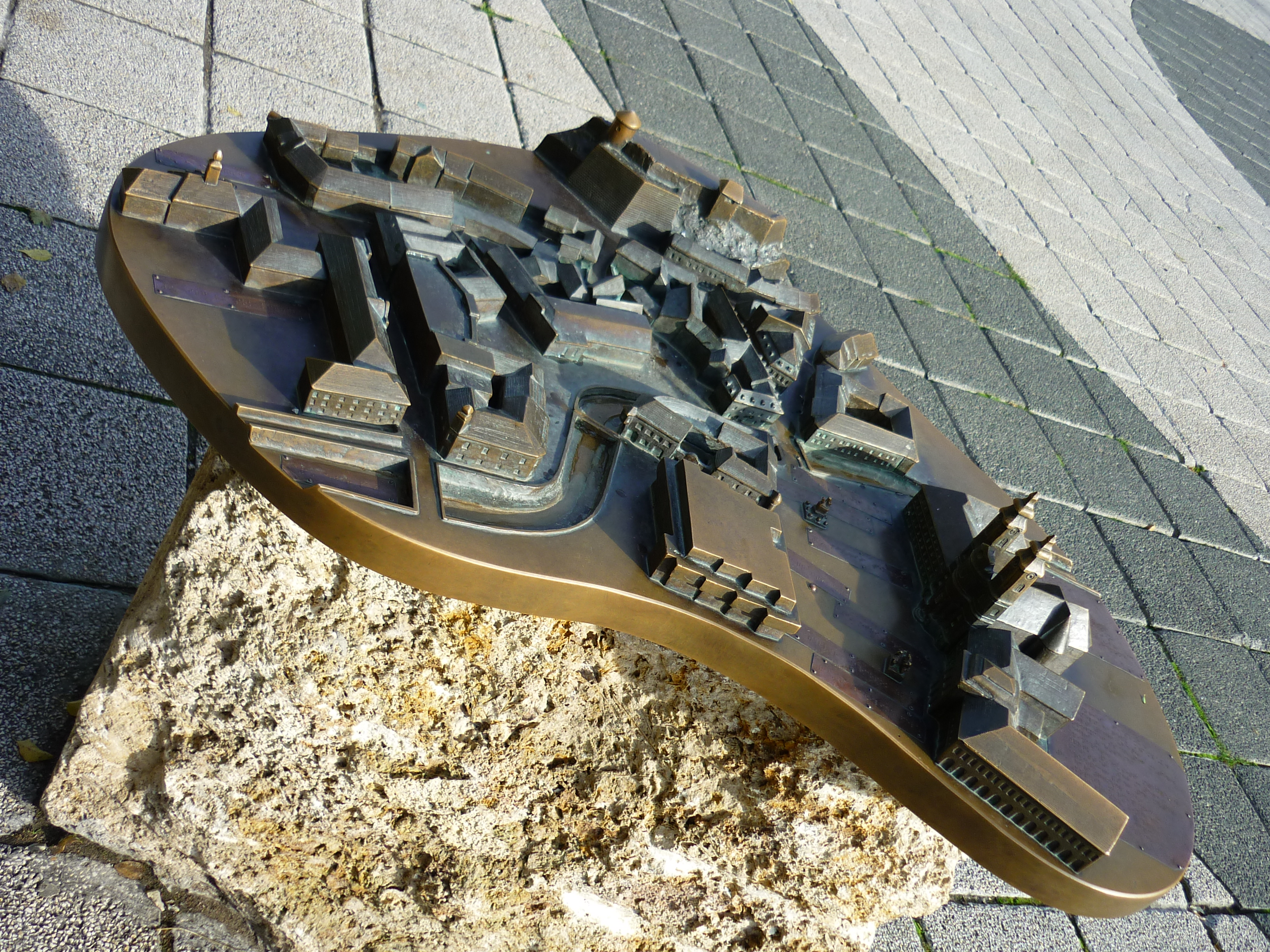
Tapintható városplasztika vakok, gyengén látók és látók számára, felállítva 2005. A tér 2014–15-ös átépítése során eltávolították a térről

Számos kisplasztikáját jeles közgyűjtemények őrzik.

## Kiállításai (válogatás)

### Egyéni
- 1968, 1972 • Szentendre
- 1973, 1993 • Műcsarnok, Budapest
- 1975 • Charlottenburg Múzeum, Koppenhága
- 1978 • Magyar Nemzeti Galéria
- 1982 • Szentendrei Képtár, Szentendre
- 1983 • Kunstmesse, Bázel
- 1988 • Holbein Haus, Augsburg
- 1991 • Pécsi Galéria • Limburg
- 1992 • Antwerpen
- 1993 • Műcsarnok, Budapest (katalógussal) • Palme-ház, Budapest
- 1999 • Rákossy Anikóval közös kiállítás a Salon de Province-ban és Párizsban a Magyar Intézetben
- 2000 • TREFF PUNKT, Stuttgart
- 2002 • Bankcenter Galéria, Budapest
- 2004 • Szentendrei művészportrék 11., Szentendrei Képtár és Kamaraterem (Ferenczy Múzeum), Szentendre
- 2006 • Mesterek és tanítványok - Balogh Balázs építésszel közös kiállítása, Kévés Stúdió Galéria, Budapest (2006)
- 2009 • Rákossy Anikó festőművésszel közös kiállítása, Kortárs Magyar Galéria - Vermes-villa, Dunaszerdahely, Szlovákia

### Csoportos
- 1969 • Jeune Europe, Városháza, Boulogne-sur-Mer (Franciaország)
- 1975 • CO-X Gruppe, Charlottenbourg M., Koppenhága
- 1977 • XIV. Szobrászbiennálé, Middelheim Park, Antwerpen
- 1978 • Fiatal Képzőművészek Stúdiója Egyesület kiállítás, Grand Palais, Párizs
- 1979 • I. Nemzetközi Rajztriennále, Nürnberg
- 1979-1997 • Országos Kisplasztikai Biennále, Pécs
- 1981 • V. Budapesti Nemzetközi Kisplasztikai Kiállítás (Biennálé), Műcsarnok, Budapest
- 1982 • Kortárs magyar művészet, Madrid
- 1983 • Modern magyar érmek, London • FIDEM, Firenze
- 1986 • Kortárs magyar szobrászat, Toronto • Montréal
- 1987 • Kortárs művészet Magyarországról, München
- 1990 • Kunstmesse, Frankfurt am Main
- 1995 • Helyzetkép/Magyar Szobrászat, Műcsarnok, Budapest
- 1997 • Hét kortárs magyar szobrász (katalógussal), Château de Biron (Franciaország)
- 1999 • Fém jelzés/Metal signal, Műcsarnok, Budapest • Deim Pállal és Hajdú Lászlóval közös tárlat a Szentendrei Képtárban (katalógussal)
- 2006 • Szobrászat Szentendrén,[5] Erdész Galéria (Gallery Erdész and Design), Szentendre
- 2007 • Vonaljátékok – Játékos vonalak, Nemzeti Táncszínház Kerengő Galériája, Budapest
- 2009 • Anno 1968, Művésztelepi Galéria (Ferenczy Múzeum), Szentendre
- 2011 • Magyar Faszobrászok Társasága és Barátai, Dél-dunántúli Regionális Könyvtár és Tudásközpont, Pécs • Művek vízre – tervek, modellek – nemzetközi kiállítás, Vasarely Múzeum, Budapest

## Főbb alkotásai
- Szentendrei Köszöntőszobor (festett beton, 1973-80)
- A Föld Ereje (mészkő szökőkút, 1987-89), Gazdagrét
- A Kőesés Villányi Szoborpark (1986-88)
- Emlékmű Emlékmű (Recsk, 1991)
- Kőemlék a jövőből  (Vigadó tér 1995)
- Az erő nyomai (Szabadság tér, 1996)
- 1956-os emlékmű (Pécs, 1996)

### További köztéri munkái

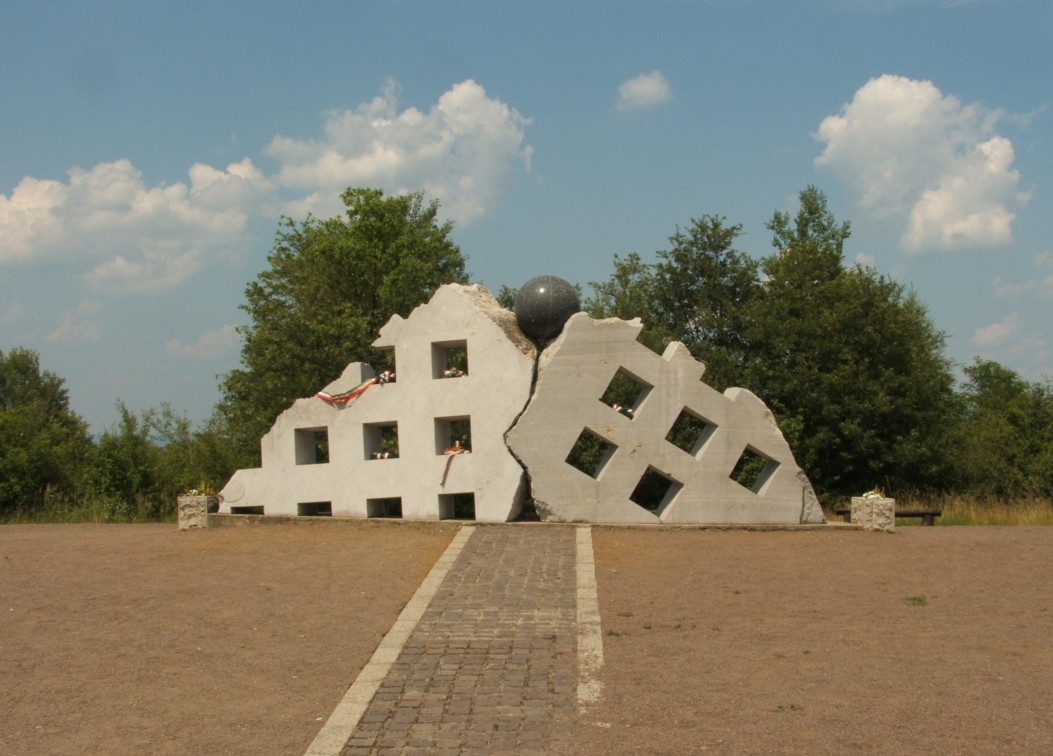
Recski emlékmű, 1991

- Dekoratív gobelin (1969, Világbank Székház, Párizs);
- Dombormű (1975, Növénytani Kutató Központ);
- Ködkarcoló (tölgyfa, 1977, Nagyatád, szoborpark);
- Dombormű (1977, Budapest, Kálvin téri aluljáró);
- Gobelin (1979, Világbank székháza, Párizs);
- Köszöntőszobor (festett beton, 1980, Szentendre, Duna-part)
- Dombormű (alumínium, 1980, Székesfehérvár, Technika Háza);
- A termés (mészkő, gránit, 1981, Tápiógyörgye);
- Szökőkút (mészkő, 1983, Budakeszi);
- Szökőkút (mészkő, 1988, Kispest);
- A Nap születése (mészkő, 1987, Óbuda);
- Kőesés (félmárvány, 1986–1988, Villány, szoborpark);
- Szökőkút (mészkő, 1988, Hajdúböszörmény);
- A Föld ereje, szökőkút (mészkő, 1991, Budapest, Gazdagréti lakótelep);
- Recski emlékmű (félmárvány, gránit, 1991)
- A feléledt oszlop (gránit, 1992, Fujimi Kogen);
- Háborús emlékmű (vörös és fehér márvány, 1993, Csobaj);
- Fehér oszlop (márvány, 1994, Balatonboglár);
- Kőemlék a jövőből (vörös márvány, 1995, Kereskedelmi és Hitelbank, Vigadó tér);
- Az erő nyomai (márvány, 1996, Budapest, Szabadság tér, Bankcenter);
- 1956-os emlékmű (fekete és vörös márvány, 1996, Pécs)
- Életfa (mészkő, 1996, Tiszaújváros)

## Művei közgyűjteményekben
- Ferenczy Múzeum (Szentendre)
- Fővárosi Képtár, Budapest
- Gulbekian Múzeum (Lisszabon)
- István Király Múzeum (Székesfehérvár)
- Janus Pannonius Múzeum (Pécs)
- Magyar Nemzeti Galéria, Budapest
- Városi Múzeum, Nürnberg

## Publikációk
- Fényt kapott kezek (Baranyay András pannonhalmi kiállítása, Pannonhalmi Szemle (2001/III)
- Jegyzetfosszíliák (Gálics István grafikái a győri Városi Képtárban, Új Művészet 2001/VII.)
- Benső tájakon (Marc Chagall a budapesti Zsidó Múzeumban, Pannonhalmi Szemle 2001/IX
- Post scriptum, post print és más dolgok (Pavel Makov a győri Képtárban, Balkon 2001/X.)
- Ronda, de szép (Kopasz Tamás kiállítása a Godot Galériában, Új Művészet 2001/XII.)
- A világra nyomott ablak (6. Nemzetközi Grafikai Biennálé, Győr, Balkon 2001/XII.)
- Elnyűhetetlen szürrealizmus (Farsang Sándor kiállítása a győri Képtárban, Új Művészet 2002/II.)
- Kezelt kövek és kéz-kövületek spirituális térben (Valkó László a győri Akadémia Galériában, Új Művészet 2002/X.)
- Zene kezekre (Baranyay András komáromi kiállítása, Új Művészet 2003/I.)

## Díjak, elismerések
- Az I. Nemzetközi Rajztriennále díja, Nürnberg (1979)
- VIII. Országos Kisplasztikai Biennále, III. díj (1979)
- Fa és környezete kiállítás, I. díj, Cegléd (1979)
- Munkácsy Mihály-díj (1983)
- VIII. Országos Kisplasztika Biennále, I. díj, Pécs (1983)
- Szobrászat szabad térben kiállítás, II. díj, Salgótarján (1984)
- VI. Országos Érembiennále, Civitas Fidelissima díj, Sopron (1987)
- Érdemes művész (1989)
- XI. Országos Kisplasztikai Biennále, I. díj, Pécs (1989)
- XIII. Országos Kisplasztikai Biennále, Pécs, a MKISZ díja (1993)
- Szentendre díszpolgára (2006)
- Prima díj (2010)
- Samu Géza-díj (2012)
- Kossuth-díj (2016)
- Kerényi Jenő-díj (2017)[6]
- A Nemzet Művésze (2020)[7]